# Nakhon Sawan Province Stadium
Das Nakhon Sawan Province Stadium (Thai สนามกีฬาจังหวัดนครสวรรค์) ist ein Mehrzweckstadion in Nakhon Sawan in der Provinz Nakhon Sawan, Thailand. Es wird derzeit hauptsächlich für Fußballspiele genutzt und ist das Heimstadion vom Viertlisten Nakhon Sawan Football Club. Das Stadion hat eine Kapazität von 15.000 Personen. Eigentümer und Betreiber des Stadions ist die Nakhon Sawan Provincial Administrative Organization.

## Nutzer des Stadions
| Verein          | Zeitraum der Nutzung |
| --------------- | -------------------- |
| Nakhon Sawan FC | 2007 bis 2008        |
| Nakhon Sawan FC | 2010 bis 2014        |
| Nakhon Sawan FC | 2016 bis heute       |